# Amieva
Amieva település Spanyolországban, Asztúria autonóm közösségben. Amieva Ponga, Parres, Cangas de Onís, Posada de Valdeón és Oseja de Sajambre községekkel határos. Lakosainak száma 603 fő (2024).

## Népesség
A település lakosságának változását az alábbi diagram mutatja:
| Lakosok száma | 883  | 877  | 847  | 815  | 803  | 758  | 699  | 661  | 603  | 603  |
|               | 2001 | 2004 | 2007 | 2009 | 2012 | 2014 | 2017 | 2019 | 2022 | 2024 |

## Nevezetességek, látnivalók
Amieva fő nevezetessége a szép természeti környezet, hiszen egyike azoknak a községeknek, amelyek osztoznak a Picos de Europa Nemzeti Park területén. Emellett értékes építészeti emlékei is vannak, a Santa María de Mián-templomot már a 10. században említették írásban, a San Pedro de Vega-templom 1690-ből származik, de szintén több száz éves a Santiago de Vis-, a San Antonio de Villaverde-, a San Martín de Argolibio-, a Santa Ana-, a San José de Carbes-, a San Roque de Pen- és a Santa Maria de Cien-kápolna, valamint a Nuestra Señora de Sebarga- és a San Román de Amieva-templom. De nem csak a vallási, hanem a népi építészet is érdekes látnivalókat kínál, például a tipikus asztúriai házak, a hegyekben a pásztorkunyhók, a lábakon álló fa gabonatárolók és a mosóhelyek, amelyek régen a falvak asszonyainak találkozóhelyeiül is szolgáltak.